# Turbidite Hill
Turbidite Hill är en kulle i Antarktis. Den ligger i Östantarktis. Australien gör anspråk på området. Toppen på Turbidite Hill är 2 184 meter över havet, eller 185 meter över den omgivande terrängen. Bredden vid basen är 3,7 km.
Terrängen runt Turbidite Hill är kuperad västerut, men österut är den platt. Trakten är obefolkad. Det finns inga samhällen i närheten.